# Delsbogården
Delsbogården är en av byggnaderna på Skansen på Djurgården i Stockholm. Gården ligger i fonden av Tingsvallen sydväst om Moragården. Delsbogården är sammanställd av byggnader dels från Delsbo och Ljusdals socknar i Hälsingland och ger en god bild av en hälsingebondes gård vid mitten av 1800-talet.
Delsbogården har ett boningshus i två våningar med panelade och rödfärgade husväggar. Den visar "dellboens" lust att hävda sig och att använda de pengar skogen gav till en ståtlig gårdsbebyggelse.

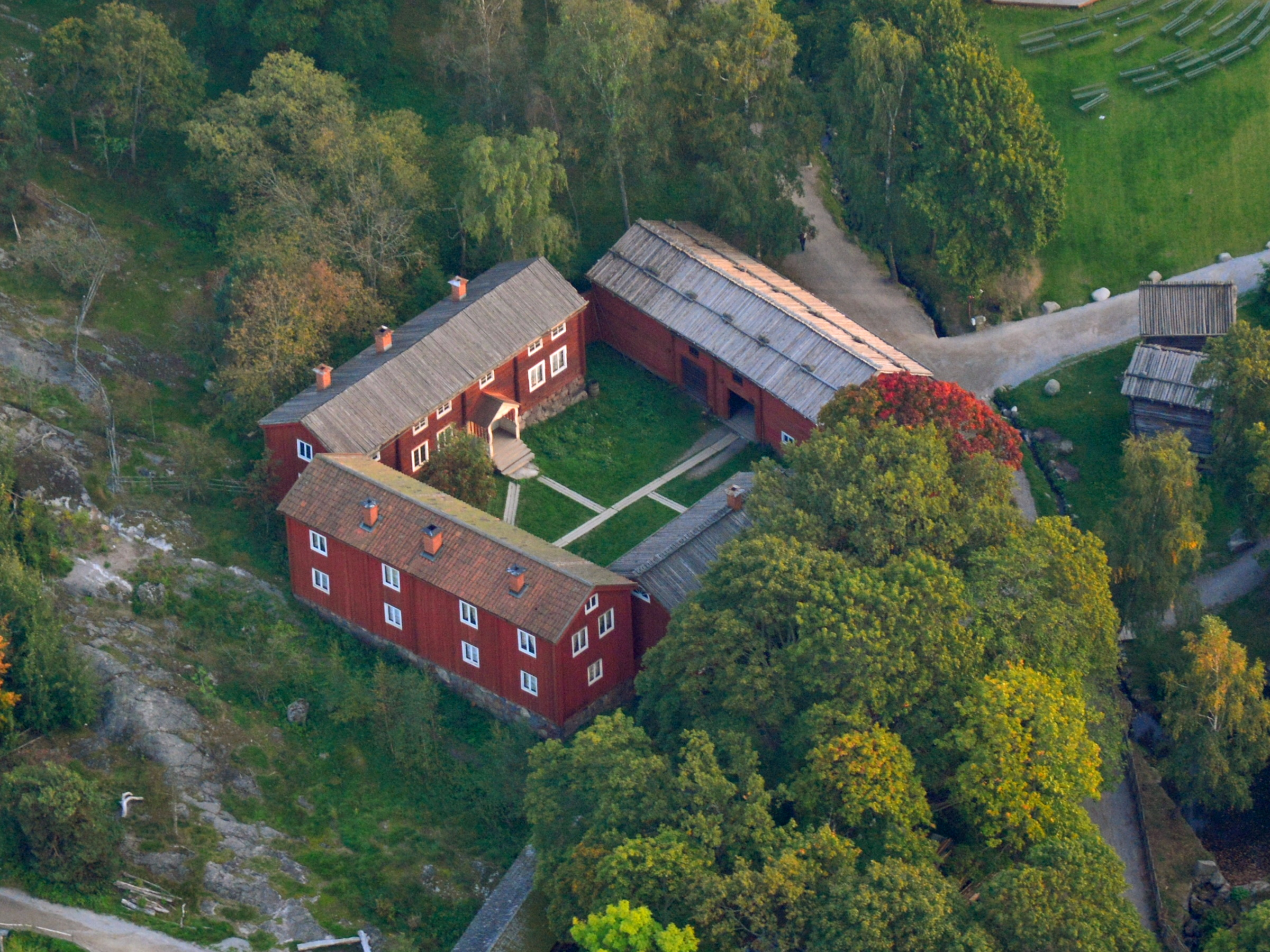
Delsbogården från ovan.

Gårdarna ifrån Hälsingland på Skansen, Delsbogården och Bollnässtugan, är bondgårdar och de är ett kulturarv med bevarade kulturhistoriska värden. Hälsingegårdarna vill visa på svensk byggnadstradition från Hälsinglands gamla bondesamhälle. Skansens Delsbogård är inte resultatet av en enda familjs eller släkts bemödanden under årtionden. Någon sådan gård stod inte att få, när Skansen på 1940-talet ville illustrera livet i Hälsingland. Bollnässtugan flyttades till Skansen redan 1892. Senare flyttades huset också till Tingsvallen, där det fått ett samband med Delsbogården.

Husen till Skansen är hämtade inom ett begränsat område i Delsbo och Ljusdals socknar i Hälsingland. Husen är sammanförda till en sådan enhet som man genom undersökningar på platsen och i arkiven vet har existerat. Men husen har fyllts med möbler, textilier, husgerådsting, klädesplagg, redskap och verktyg som hör samman med livet i en delsbogård på 1850-talet med rötter ner i föregående århundraden. År 1940 kunde gården invigas på sin nya plats på Skansen.

## Västerängsstugan
Västerängsstugan är gårdens mangårdsbyggnad. Den är timrad i slutet av 1700-talet som en envånings parstuga och påbyggd med övervåning på 1830-talet. Bottenvåningen innehåller till höger om farstun en helgdagsstuga med leksandsmålningar från 1819, en liten förstukammare med furupanel, vardagsrum med enkla målningar från 1837 och en framkallare med rättviksmålningar från omkring 1840. Sådana målningssviter såldes av vandrande dalmålare.
I övervåningen var rummen vanligen omöblerade och användes som förvaringsrum, vävkammare, klädstuga och dylikt. Rummet till höger var helt oinrett och har en äldre "herrstuinteriör" från en annan gård i socknen inpassats. Väggar och tak är rikt dekorerade åren 1748 och 1773 av hälsingemålaren från Delsbo Gustaf Reuter.

## Gustaf Reuters målningar i Västerängsstugan
Manbyggnadens övre sal kläddes med verk av allmogemålaren Gustaf Reuter (1699-1783). Dessa Hälsingemålningar satt ursprungligen i salen i en envåningsbyggnad från annat håll, men den var i så dåligt skick att den inte kunde bevaras. Därför har målningarna fått en fristad i Delsbogården, trots att den på så vis blivit rikare dekorerad än som var brukligt. Gustaf Reuter, som var korpral, målade under en lång period och här finns originellt nog prov på både hans tidiga och sena måleri i samma inredning. 1747 målade Gustaf Reuter bilder ur Jesu liv med heliga tre konungar i ett festligt tåg kring väggarna. Väggarna i Delsbostugans övre våning är daterad "Anno: 1747 d. 27 maj". Vid det tillfället saknade huset innertak, men när man lade in ett tak tjugosex år senare, så målade Reuter det också med blommor och kransar 1773.
I den övre kammaren vid andra änden av huset hänger prydligt på stänger ett otal plagg. Här i klädstugan visas gårdens samlade skatt av helgdagskläder och i rummet finns en vävstol, varpa, och andra textilredskap. Den textila slöjdens färgstarka resultat kan också beundras i husets många sängar. Som alla är uppbäddade med bolstrar och dynor, linnelakan, extra prydnadslakan med spetsar, fällar och täcken.
Intill Delsbogården ligger Bollnässtugan, som flyttades till Skansen redan 1892, som ovan nämnts. På sin gamla plats i Bollnäs ingick stugan som en gäststuga och feststuga i en fyrlängad bondgård i Hälsingland. 1786 målade en annan hälsingemålare, allmogemålaren Jonas Hertman (1755–1804), både tavlor och väggarna i stugan. Innerväggarna och innertaken målades med bibliska motiv som ännu pryder nästan varje vägg i Bollnässtugan.

## Edsängsstugan
Edsängsstugan är tänkt som undantag för gammelfolket. Även den är byggd i två etapper. Bottenvåningen byggdes efter en brand 1806 och den halva övervåningen 1840. Stugan är disponerad på samma sätt som manbyggnaden, men inredningen är enklare och mer ålderdomlig. Rummens väggmålningar utfördes 1827 av en Rättviksmålare.

## Sängstugan från Sunnanås
Mitt emot undantaget Edsängsstugan ligger en sängstuga från Sunnanås i Ljusdals socken med tre gästrum i var våning, byggd omkring 1830, och vid sidan därom "fäxet", fähuset från Gåsbacka. Här finns det bås för fem kor, men också en liten bostadsavadelning och en eldstad för brygd och foderkok. Den fjärde längan vid gårdstunets sydsida är en 1812 byggd loglänga med lada, loge och inkörsport samt stall och foderkammare. Och utanför gårdsfyrkanten ligger två ålderdomliga stolphärbren.

## Förstukvistarna
"Förstukvistarna står som brudar framför husen. Sängstugan från Sunnanås har en gustaviansk portal och Edsängsstugans förstukvist har äldre drag. I hagen intill susar höga björkar, men högst är gården där den reser sig som en sluten timmerborg. Imponerande på håll, men än mer överväldigande, när man tar stegen genom portlidret och når det gröna tunet inramat av faluröda hus. Bonden själv bodde med hustru och barn mitt fram i två våningar med tegeltak på. Gammelfolket bodde på undantaget till höger, litet mer gammaldags med en och en halv våning och vedtak. Gäststugan ligger till vänster, två våningar hög. Gardinerna är nedrullade nu, när ingen bor där. Blommor och krukor är målade på dem." Så beskriver förste intendenten Arne Biörnstad Delsbogården i Boken om Skansen.